# Бледный листоед
Бледный листоед (лат. Gonioctena pallida) — вид жуков-листоедов из подсемейства хризомелин.

## Распространение
Распространён от Франции до центральной Сибири.

## Подвиды
- Gonioctena pallida carpathica (Bechyně, 1947)
- Gonioctena pallida nigricolor (Reitter, 1914)
- Gonioctena pallida sudetica (Bechyně, 1947)
- Gonioctena pallida vulgaris (Bechyně, 1947)

## Биология
В Полярно-альпийском ботаническом саду-институте (город Кировск, Кольский полуостров) эти жуки отмечены в качестве вредителей на листьях растений семейства Rosaceae.